# Musculus mesonoto-mesotrochantinalis
Musculus mesonoto-mesotrochantinalis, mięsień IIdvm3 (pl. mięsień śródpleczo-trochantinalny) – mięsień występujący w tułowiu niektórych owadów.
Mięsień należący do grupy "mięśni grzbietowo-brzusznych" (ang. dorso-ventral muscles) oraz do "mięśni mezotrochantinalnych" (ang. mesotrochantinal muscles). Położony jest w śródtułowiu.
U błonkówek z nadrodziny Trigonaloidea mięsień ten nie występuje.